# ISO 3166-2:SS
Die Liste der ISO-3166-2-Codes für den Südsudan enthält die Codes für die zehn Bundesstaaten.

Die Codes bestehen aus zwei Teilen, die durch einen Bindestrich voneinander getrennt sind. Der erste Teil gibt den Landescode gemäß ISO 3166-1 (für den Südsudan SS), der zweite den Code für der Bundesstaat wieder.
Die aktuellen Codes stehen auf der Seite der ISO unter #iso:code:3166:SS zur Verfügung.

Vor der offiziellen Einführung fungierte ISO 3166-2:SS nach der Abspaltung des Südsudan vom Sudan im Juli 2011 als offizieller Platzhaltereintrag für den Südsudan in der ISO 3166-2.

Bundesstaaten im Südsudan

| Bundesstaat             | Code  | früherer Code nach ISO 3166-2:SD |
| ----------------------- | ----- | -------------------------------- |
| Central Equatoria       | SS-EC | SD-17                            |
| Eastern Equatoria       | SS-EE | SD-19                            |
| Jonglei                 | SS-JG | SD-20                            |
| Lakes                   | SS-LK | SD-18                            |
| Northern Bahr el Ghazal | SS-BN | SD-15                            |
| Unity                   | SS-UY | SD-22                            |
| Upper Nile              | SS-NU | SD-23                            |
| Warrap                  | SS-WR | SD-21                            |
| Western Bahr el Ghazal  | SS-BW | SD-14                            |
| Western Equatoria       | SS-EW | SD-16                            |